# Kamienica przy ulicy Miodowej 9 w Krakowie
Kamienica przy ulicy Miodowej 9 – zabytkowa kamienica znajdująca się w Krakowie, w dzielnicy I przy ul. Miodowej, na rogu z ul. Bożego Ciała 5, na Kazimierzu.
Kamienica została wzniesiona w 1898 roku. Zaprojektowana została przez Władysława Kleinbergera. W 1907 roku została wybudowana oficyna budynku zgodnie z projektem Henryka Lamensdorfa.
Kamienica znajduje się na obszarze Kazimierza, którego układ urbanistyczny został wpisany 23 marca 1934 do rejestru zabytków. Budynek znajduje się także w gminnej ewidencji zabytków.